# تشارلز دبليو. باور
تشارلز دبليو. باور (بالإنجليزية: Charles W. Power)‏ هو سياسي أمريكي، ولد في 1 أغسطس 1869 في بيتسفيلد في الولايات المتحدة. حزبياً، نشط في الحزب الجمهوري.
1. ↑  إدارة الأرشيف والوثائق الوطنية، OL:132313A، QID:Q518155